# 蜘蛛人：你的友好鄰居
《蜘蛛人：你的友好鄰居》（英語：Your Friendly Neighborhood Spider-Man）是一部美國超級英雄類型的網路動畫影集，改編自漫威的漫畫角色蜘蛛人。影集屬於漫威電影宇宙的系列作品之一，與漫威電影宇宙系列電影處於同一架空世界和共同世界。影集由漫威影業负責總製作，Polygon Pictures負責動畫製作，預定於線上串流媒體平台Disney+首播。
2021年11月，漫威正式確定製作動畫影集，傑夫·川默（Jeff Trammell）擔當首席編劇。《蜘蛛人：你的友好鄰居》計劃於2025年在Disney+首播。

## 劇情
故事講述彼得·帕克的早期「蜘蛛人」生活。

## 角色
- 彼得·帕克／蜘蛛人（Peter Parker / Spider-Man）
- 妮可·米諾魯（Nico Minoru）
- 朗尼·林肯（英语：Tombstone (comics)）
- 阿瑪迪斯·趙（英语：Amadeus Cho）
- 哈利·奧斯朋（Harry Osborn）
- 佩兒·潘甘（英语：Pearl Pangan）
- 珍妮·福科／芬妮斯（英语：Finesse (character)）
- 史蒂芬·史傳奇／奇異博士（Stephen Strange / Doctor Strange）
- 麥特·梅鐸／夜魔俠（Matt Murdock / Daredevil）
- 諾曼·奧斯朋（Norman Osborn）
- 米娜·馬薩里克／獨角獸（英语：Unicorn (comics)）
- 迪米特·斯梅迪亞科夫／變色龍（Dmitri Smerdyakov / Chameleon）
- 麥克·加根／蝎子（Mac Gargan / Scorpion）
- 詹姆斯·桑德斯／速魔（英语：Speed Demon (character)）
- 瑪麗亞·瓦斯奎茲／狼蛛（英语：Tarantula (Marvel Comics)）
- 丁烷
- 卡米拉·布萊克（英语：Scorpion (Carmilla Black)）
- 奧托·奧克塔維斯／八爪博士（Otto Octavius / Doctor Octopus）
- 賓利·維特曼（英语：Wizard (Marvel Comics)）
- 梅·帕克（May Parker）

## 製作

### 開發
2021年6月，漫威影業宣布除了《無限可能：假如…？》之外，還計劃為Disney+開發至少三部動畫影集。2021年8月，多部動畫影集處於不同的開發階段，最早於2023年首播。2021年11月，漫威確定製作動畫影集《蜘蛛人：一年級生》（Spider-Man: Freshman Year），傑夫·川默（Jeff Trammell）擔當首席編劇和執行製片人。

### 劇本
查理·紐納（Charlie Neuner）擔當編劇。動畫影集探索漫威電影宇宙中「蜘蛛人」彼得·帕克的起源故事，這些故事沒有展現於漫威電影宇宙系列電影之中。蜘蛛人在2016年電影《美國隊長3：英雄內戰》中首次出現於漫威電影宇宙，漫威影業總裁凱文·費吉在2015年表示，由於此前山姆·雷米執導的《蜘蛛人三部曲》和馬克·偉柏執導的《驚奇再起系列》已經講述過蜘蛛人的起源故事，漫威不會在《美國隊長3：英雄內戰》中重複講述。

### 動畫
影集將由日本動畫公司Polygon Pictures製作，動畫風格偏向早期《蜘蛛人》漫畫。

## 發行
《蜘蛛人：你的友好鄰居》原計劃於2024年在Disney+首播。

## 迴響

### 評價
| 季數 | 季數 | 爛番茄          | Metacritic     |
| ---- | ---- | --------------- | -------------- |
|      | 1    | 97%（35篇評論） | 77（10篇評論） |

根据評論匯總网站爛番茄汇总的35篇评论文章，97%的评论家给予该作正面评价，使之獲得「認證新鮮」標識，平均打分为8.2分（满分10分）。在Metacritic上，10位影評人共給予了77分的分數（滿分100分），這部影集獲得了「普遍好評」。

## 備註
1. ↑  依照漫威電影宇宙電視劇播出次序。

## 資料來源
1. 1 2  Moreau, Jordan. . Variety. 2022-07-22  [2022-07-22]. （原始内容存档于2022-07-22）.
2. ↑  Davis, Brandon. . ComicBook.com. 2022-07-28  [2022-07-28]. （原始内容存档于2022-07-28）.
3. ↑  Corvin, Ann-Marie. . Variety. 2021-06-14  [2021-06-14]. （原始内容存档于2021-06-14） （美国英语）.
4. ↑  D'Alessandro, Anthony. . Deadline Hollywood. 2021-08-04  [2021-08-05]. （原始内容存档于2021-08-05） （美国英语）.
5. ↑  Vary, Adam B. . Variety. 2021-08-11  [2021-08-11]. （原始内容存档于2021-08-12） （美国英语）.
6. 1 2  Hipes, Patrick. . Deadline Hollywood. 2021-11-12  [2021-11-12]. （原始内容存档于2021-11-12） （美国英语）.
7. ↑  Neuner, Charlie [@charzooka].  (推文). 2021-11-12  [2021-11-12]. （原始内容存档于2021-11-12） –Twitter （美国英语）.
8. 1 2  Couch, Aaron. . The Hollywood Reporter. 2021-11-12  [2021-11-12]. （原始内容存档于2021-11-12） （美国英语）.
9. ↑  Bibbiani, William. . CraveOnline. 2015-04-11  [2015-04-11]. （原始内容存档于2015-04-12） （美国英语）.
10. ↑  Hodgkins, Crystalyn. . Anime News Network. July 14, 2023  [July 14, 2023]. （原始内容存档于2023-07-14）.
11. 1 2  . Rotten Tomatoes. Fandango Media.   [2025-02-11] （美国英语）.
12. 1 2  . Metacritic. Red Ventures.   [2025-07-13] （美国英语）.

## 外部連結
- 互联网电影数据库（IMDb）上《蜘蛛人：你的友好鄰居》的资料（英文）
- 豆瓣电影上《蜘蛛人：你的友好鄰居》的資料 （简体中文）